# Tulosesus pellucidus
Tulosesus pellucidus (P. Karst.) D. Wächt. & A. Melzer – gatunek grzybów należący do rodziny kruchaweczkowatych (Psathyrellaceae).

## Systematyka
Pozycja w klasyfikacji według Index Fungorum: Tulosesus, Psathyrellaceae, Agaricales, Agaricomycetidae, Agaricomycetes, Agaricomycotina, Basidiomycota, Fungi.
Po raz pierwszy opisał go w 1883 r. Petter Adolf Karsten jako Coprinus pellucidus. W wyniku przeprowadzonych w pierwszej dekadzie początku XXI wieku badań filogenetycznych okazało się, że rodzaj Coprinus jest polifiletyczny i został rozbity na kilka rodzajów. W 2001 r. Leif Redhead, Rytas J. Vilgalys i Jean-Marc Moncalvo przenieśli go do rodzaju Coprinellus, a w 2020 D. Wächt. i Andreas Melzer do rodzaju Tulosesus.

## Morfologia
KapeluszO wymiarach dochodzących do 5 × 3 mm, ale zwykle mniejszy, po dojrzeniu osiągający średnicę do 7 mm. Jest białawy, z blado żółto-brązowym środkiem.
BlaszkiWolne, początkowo białawe, potem czarniawe. Liczba blaszek od 12 do 20, międzyblaszek od 0 do 1.
TrzonWysokość 15–70 mm, grubość 0,1–0,5 mm, cylindryczny. Powierzchnia biaława lub hialinowa, słabo owłosiona.
Cechy mikroskopoweZarodniki 6,3–9,4 × 3,2–4,2 µm, śr. L = 7,3–7,9, śr. B = 3,6–3,9 um, Q = 1,80–2,20, śr. Q = 1,95–2,10, podłużne do jajowatych, często nieco cylindryczne, o lekko ściętych wierzchołkach. Pora rostkowa centralna o szerokości 1,3 µm. Podstawki 10–26 5–7 µm, 4-zarodnikowe. Brak pseudoparafiz. Cheilocystydy 20–30 × 15–23 µm, prawie kuliste. Brak pleurocystyd. Pileocystydy 25–50 × 7–12 µm, baryłkowate ze zwężającą się szyjką, o szerokości 3–4 µm na wierzchołku. Brak sklerocystyd. Brak sprzążek.

## Występowanie
Podano występowanie Tulosesus pellucidus w licznych krajach Europy oraz na pojedynczych stanowiskach w Ameryce Północnej i Australii.  Brak go w Krytycznej liście wielkoowocnikowych grzybów podstawkowych Polski z 2003 r. Według B. Gierczyka przez mykologów prawdopodobnie jest pomijany ze względu na niewielkie rozmiary. Jego pierwsze dwa stanowiska w Polsce podał B. Gierczyk. Kilka owocników znalazł 11 listopada 2009 r. na zwietrzałym końskim łajnie wzdłuż ścieżki w mieszanym lesie w Puszczy Noteckiej. Na dwóch stanowiskach znalazł ten gatunek także w bukowym lesie w dolinie górnej Solinki w Bieszczadzkim Parku Narodowym na łajnie jeleni. Aktualne stanowiska podaje także internetowy atlas grzybów. Znajduje się w nim na liście gatunków zagrożonych i wartych objęcia ochroną.
Saprotrof. Grzyb koprofilny występujący na odchodach zwierząt.